# 青海省总工会
青海省总工会是青海省地方工会和产业工会的领导机关，受中国共产党青海省委员会和中华全国总工会领导。